# Буривщина
Буривщина (укр. Бурівщина) — энтомологический заказник местного значения на Украине. Один из объектов природно-заповедного фонда Полтавской области.

## Расположение
Расположен в пределах Гребёнковского района Полтавской области. Находится между сёлами между селами Тарасовка и Сотницкое.

## Общие сведения
Площадь заказника составляет 73,2 га. Охраняемой территорией объявлен в связи с решением 27 сессии Полтавского областного совета V созыва от 23 июня 2010 года.

## Цели
Основной целью создания заказника является сохранение в естественном состоянии водно-болотного и прибрежного комплексов в долине реки Слепород — местообитаний разнообразной энтомофауны и различных видов животных; в частности здесь зарегистрировано 40 видов птиц (2 вида из них относятся к редким для Полтавской области).

## Галерея

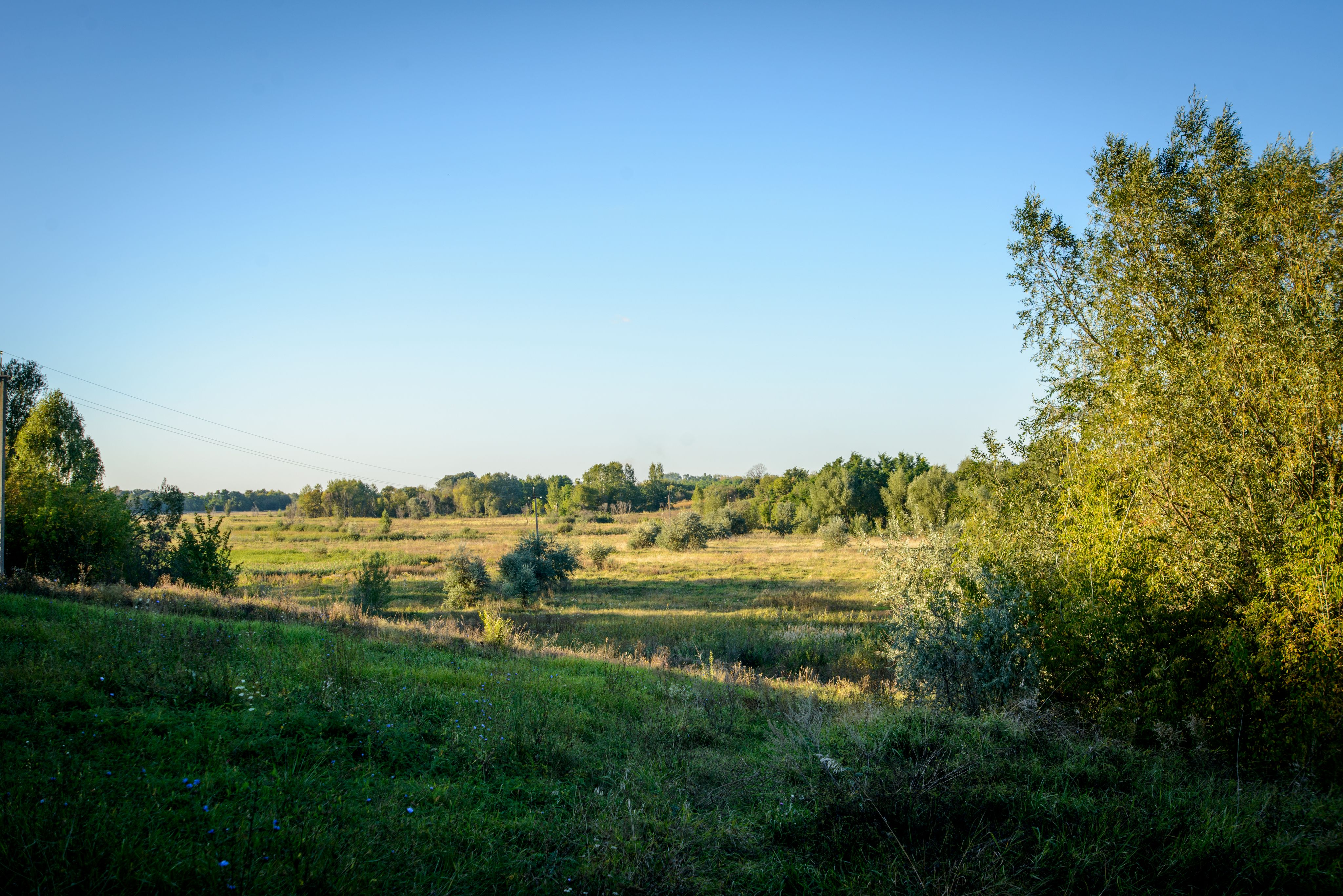
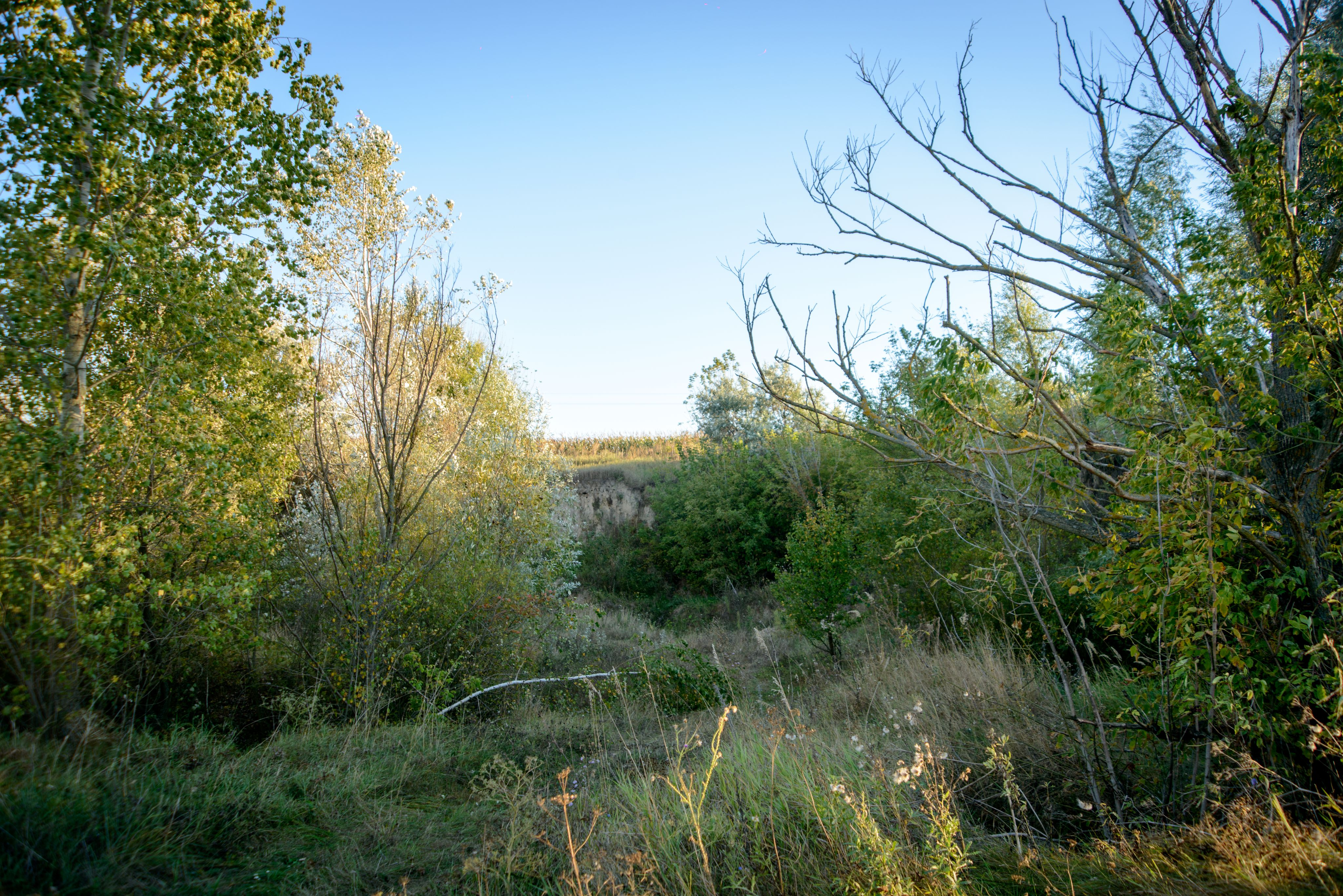
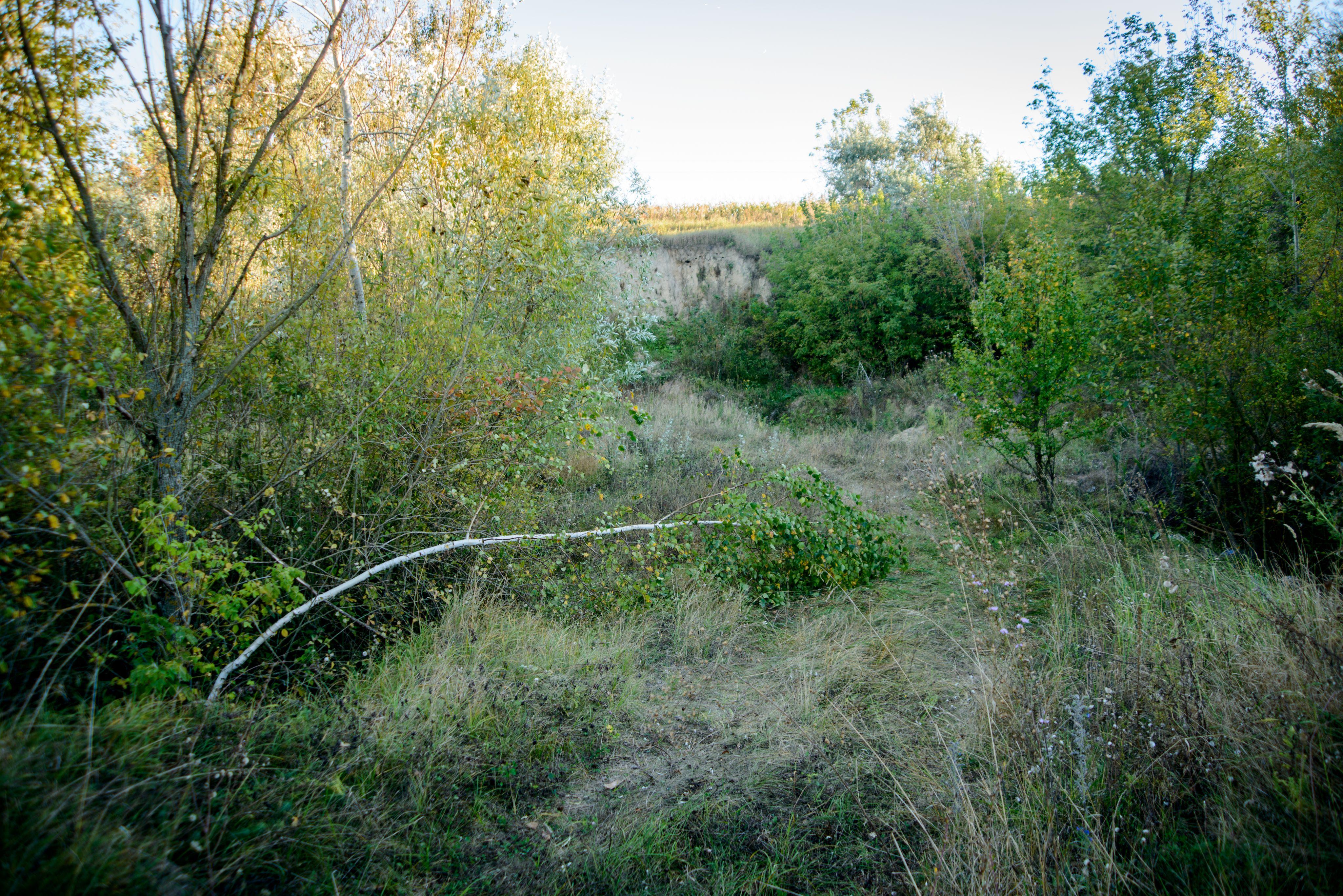
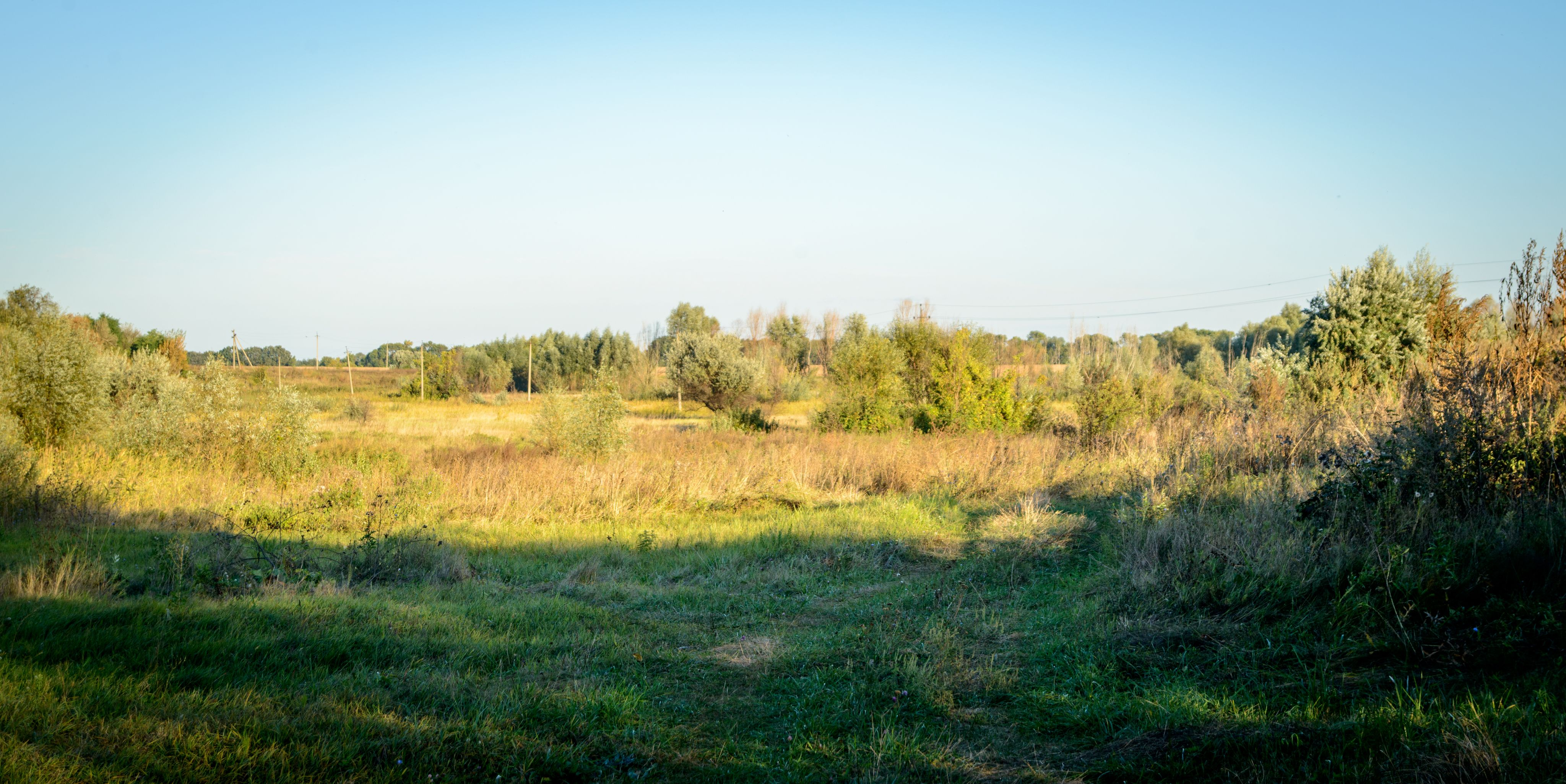
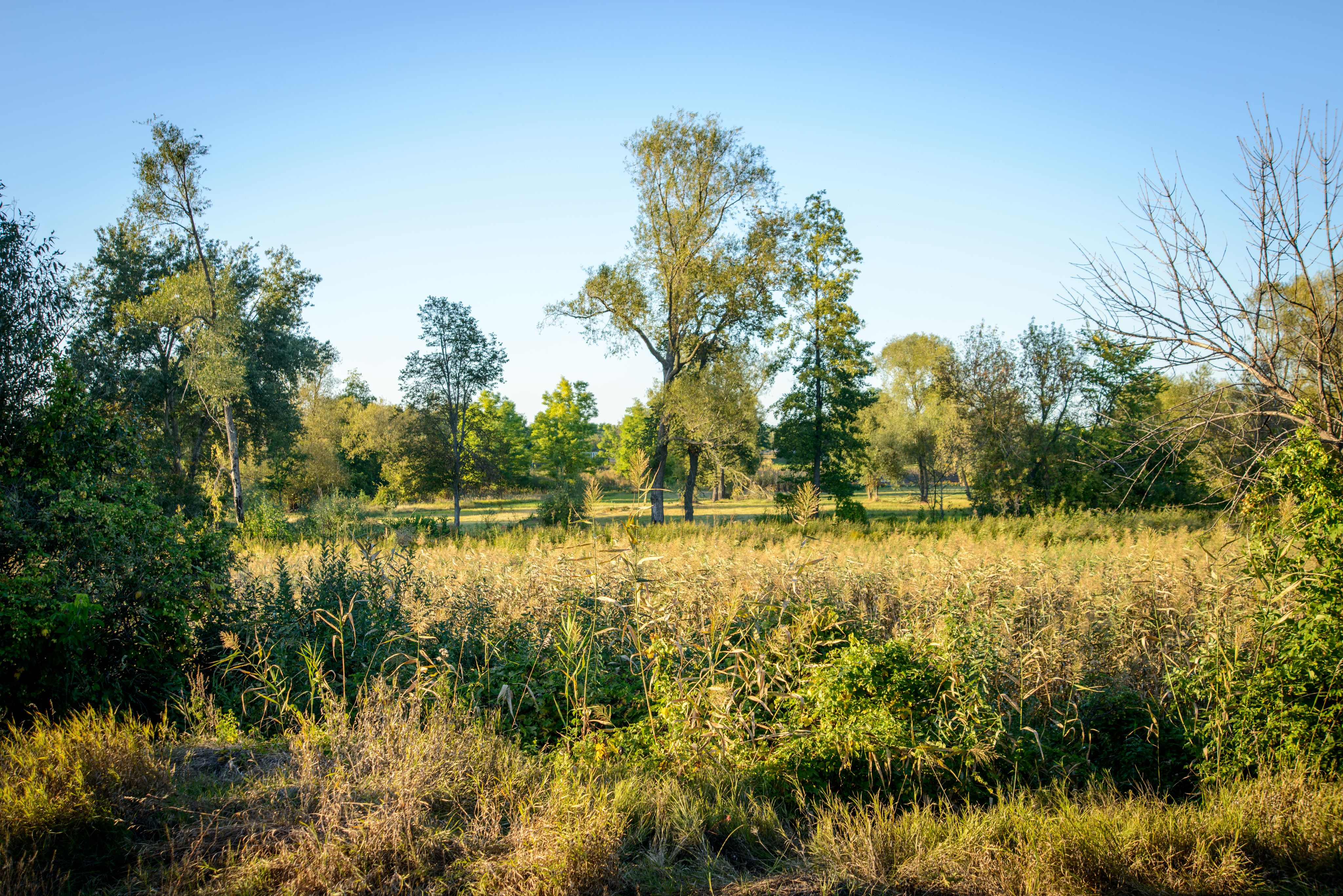
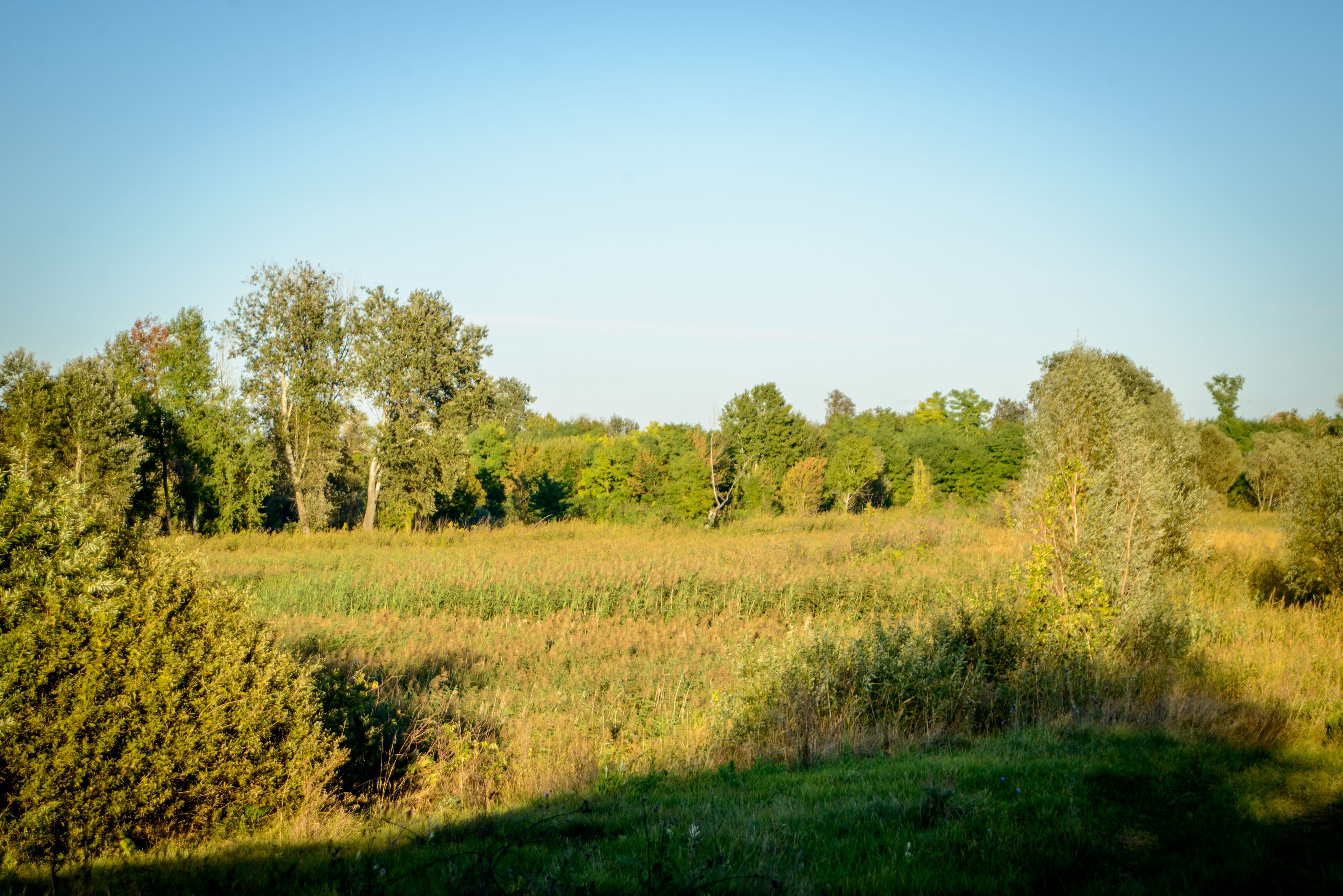
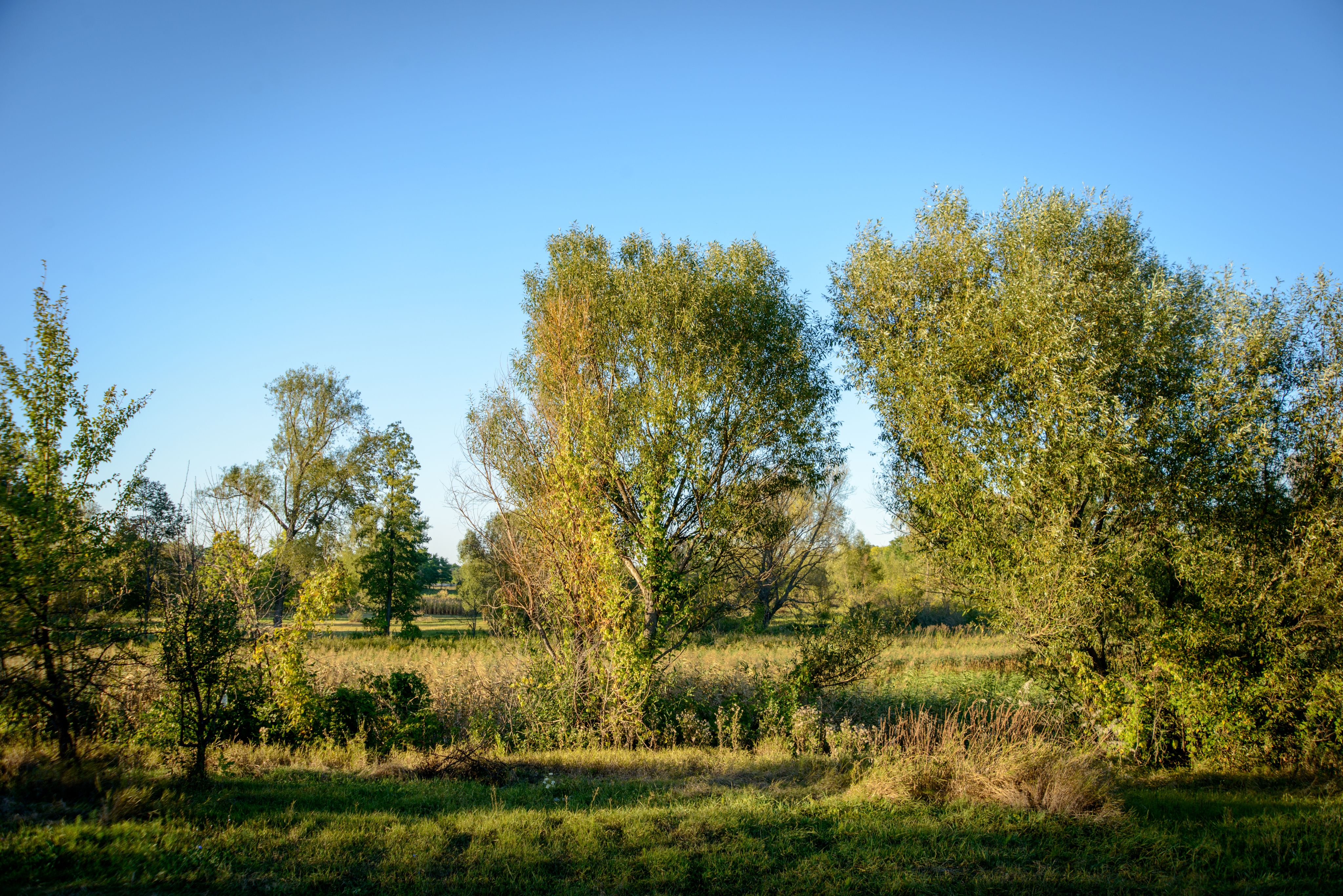
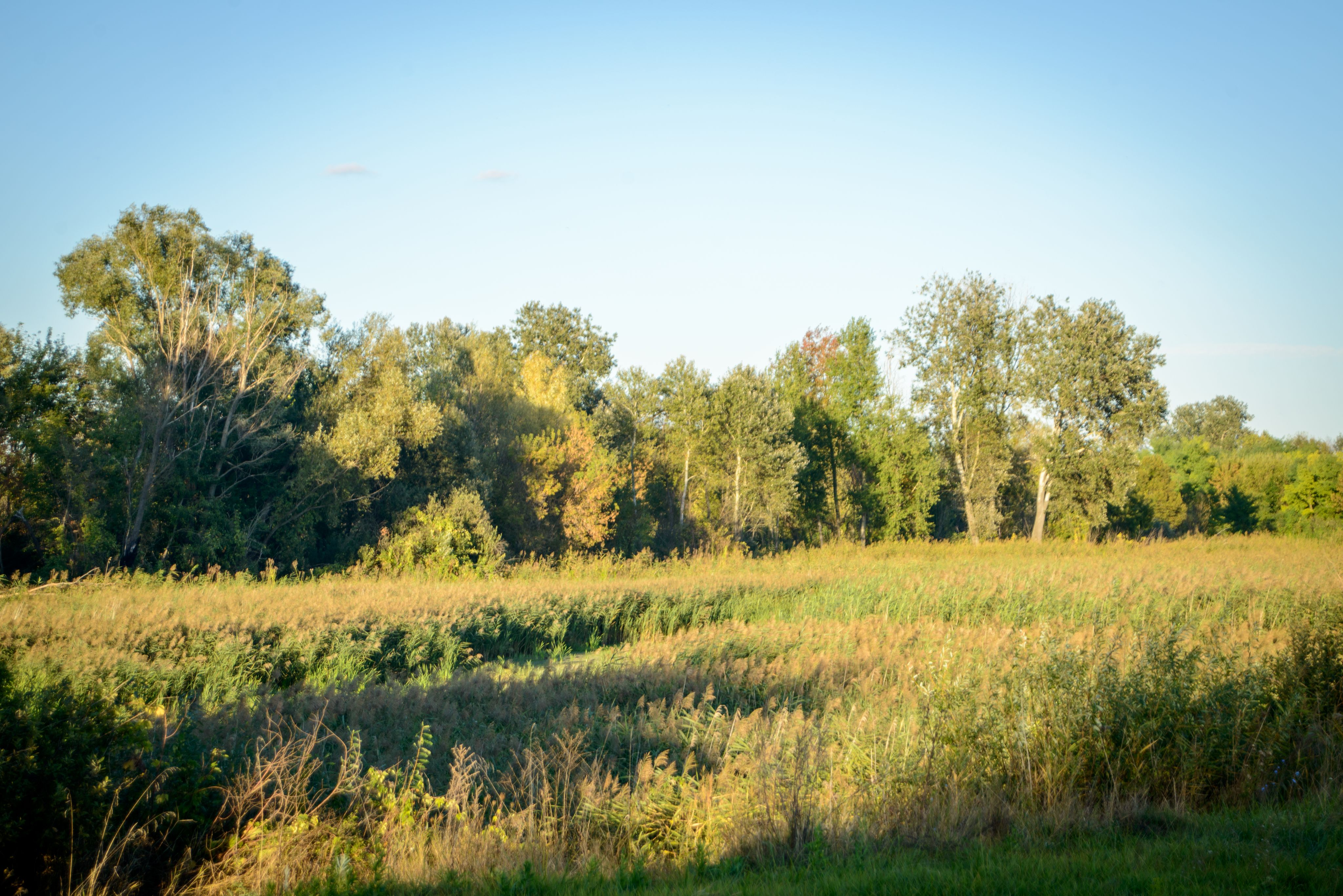